# Someșul Mic
Someșul Mic (Mali Someș, mađ. Kis-Szamos) je rijeka u sjeverozapadnoj Rumunjskoj (županija Cluj). Na sutoku sa Someșul Mare u Mici nastaje Samoš. Njezina ukupna dužina je 178 km, a površina porječja 3,773 km2. Nastaje na ušću dva izvorišna toka, Someșul Cald ("Topli Someș") i Someșul Rece ("Hladni Someș"), koji izviru u planinama Apuseni. Od ušća, u Gilău, Someșul Mic teče na istok i sjever kroz naselja Cluj-Napoca, Apahida i Gherla, sve do sutoka sa Someșul Mare u Deju.

## Gradovi i sela
Sljedeći gradovi i sela nalaze se duž rijeke Someșul Mic, od izvora do ušća: Gilău, Luna de Sus, Florești, Gârbău, Cluj-Napoca, Sânnicoară, Apahida, Jucu de Mijloc, Jucu de Sus, Răscruci, Bonțida, Fundătura, Iclozel, Livada, Hășdate, Gherla, Mintiu Gherlii, Petrești, Salatiu, Mănăstirea, Mica.

## Pritoke
Sljedeće rijeke su pritoke rijeke Someșul Mic: 
- Lijeve: Someșul Cald, Căpuș, Nadăș, Pârâul Chintenilor, Valea Caldă, Feiurdeni, Borșa, Lonea, Lujerdiu, Valea Mărului, Orman, Nima, Pârâul Ocnei
- Desne: Someșul Rece, Feneș, Gârbău, Becaș, Zăpodie, Mărăloiu, Gădălin, Fizeș, Bandău

## Vanjske poveznice
|  | Zajednički poslužitelj ima još gradiva o temi Someșul Mic |